# Фазлеев, Радель Равилевич
Радель Равилевич Фазлеев (род. 7 января 1996, Казань) — российский хоккеист, нападающий.

## Биография
Сын хоккеиста Равиля Фазлеева. Воспитанник казанского «Ак Барса». В сезоне 2012/13 играл в фарм-клубах «Барс» (МХЛ) и «Ирбис» (МХЛ-Б). На импорт-драфте-2013 CHL был выбран под 52-м номером клубом WHL «Калгари Хитмен», за который отыграл три сезона. На драфте НХЛ 2014 года был выбран в 6-м раунде под общим 168-м номером клубом «Филадельфия Флайерз». В мае 2015 года подписал трёхлетний контракт новичка. С сезона 2016/17 стал играть за фарм-клуб «Филадельфии» в AHL «Лихай Вэлли Фантомс». Там он не прогрессировал, 2,5 года постоянно играл в третьей или четвертой тройке. 25 декабря 2018 года заключил однолетний двусторонний контракт с «Ак Барсом», до конца сезона играл за «Барс» в ВХЛ. Сезон 2019/20 начал в команде КХЛ «Нефтехимик» Нижнекамск, проведя 14 матчей. Затем играл в ВХЛ за ЦСК ВВС и «Барс». С сезона 2020/21 — игрок команды ВХЛ «Нефтяник» Альметьевск.
Участник чемпионата мира среди юниорских команд 2014. Серебряный призёр молодёжного чемпионата мира 2016.